# Biševo

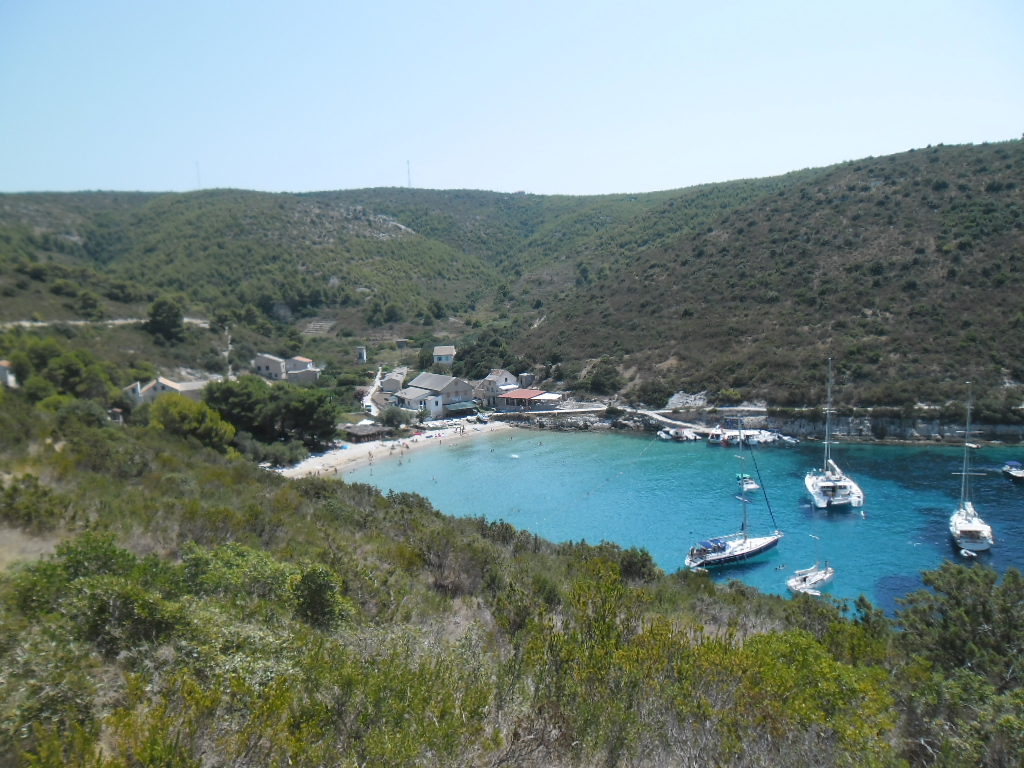
Vesnice Porat na ostrově.

Biševo (italsky Busi, čakavským nářečím Bisovo) je malý ostrov v Jaderském moři. Patří Chorvatsku, administrativně je součástí obce Komiža ve Splitsko-dalmatské župě. Nachází se 4 km jihozápadně od většího ostrova Vis. Má rozlohu 5,8 km2 a podle chorvatského sčítání lidu zde v roce 2011 žilo trvale 15 obyvatel.
Ostrov tvoří vápenec. Jeho nejvyšší bod (vrchol Straženica) se nachází u jihovýchodního okraje a vystupuje do výšky 239 m nad mořskou hladinu. V centrální části ostrova se nachází obdělávaná políčka; severní část ostrova tvoří piniový les a většinu zbylé plochy pokrývají keře nebo holé kamení. Obyvatelé se živí rybářstvím nebo pěstováním vína. V posledních desetiletích má stále větší význam turistika. Ostrov je znám především díky Modré jeskyni (Modra špilja), která je turisticky hojně navštěvována.[zdroj?] Pobřeží ostrova je dlouhé 18 km a je převážně strmé, až na několik malých pláží. Nacházejí se zde dva drobné přístavy, Porat na západní straně a Mezuporat na východě (nedaleko Modré jeskyně).

## Historie
V roce 1050 byl na ostrově zbudován benediktýnský klášter, který však byl opuštěn o dvě století později vzhledem k obavám z pirátských nájezdů. Mniši přesídlili na blízký ostrov Vis. Dodnes se dochovaly jeho pozůstatky a kostel sv. Silvestra.
Ještě v 19. a na prvním počátku století dvacátého byl ostrov domovem pro téměř dvě stovky lidí. Na ostrově se nacházela řada vesnic, např. Salbunora, Porat, Mezuporat, Vela Gora, Potok a Polje (které bylo největší ze všech místních sídel). Po druhé světové válce se počet obyvatel zvýšil až na sedm set, poté začal prudce klesat. Řada z nich se z těžkých podmínek ostrova vystěhovala jen na dohled, do městečka Komiža na Visu, což je také zdejší sídlo správy.